# 彭婉如
彭婉如（1949年7月13日—1996年11月30日），中華民國新竹市人，女權運動者。畢生致力於兩性平等教育以及婦女運動。為了在社會上落實兩性平權，投身政治，推動多項保障女性法案。曾任婦女新知基金會祕書長、主婦聯盟環境保護基金會董事、婦女救援基金會董事、晚晴婦女協會理事長，民主進步黨婦女部主任。
1996年11月30日晚間，搭乘計程車離開尖美飯店後即去向不明，12月3日被人發現陳屍在高雄縣鳥松鄉（現高雄市鳥松區），享年47歲。

## 生平

### 求學過程
彭婉如，2歲時喪父，由母親、大哥、大嫂撫養長大。小學就讀於新竹市竹蓮國小，初中就讀於新竹市二女中，高中就讀於省立新竹女中。升大學時，為早日自謀生計，自新竹女中畢業後，1967年考取國立臺灣師範大學國文系，一方面倚賴公費求學上進，一方面選擇教育作為她的終身志業。

### 投入教育
1971年，畢業於國立臺灣師範大學國文系後，赴台中市四育國中實習教學一年，並認識同在該校實習的洪萬生。於四育國中教學時，曾於上課時帶學生到校園「實地教學」，以提升學習興趣，結果遭校方制止。
1972年任教於台北縣智光商工，1974年與洪萬生結婚，轉任衛理女中，於1977年生下1子洪贊天。
1984年辭衛理女中教職，準備隨夫赴美。

### 婦運啟蒙
1985年，彭婉如隨丈夫洪萬生前往美國攻讀學位，在美國期間，曾經從事華文報紙《中報》的編輯工作。在編譯《美國婦運史》一書時，理解美國婦女爭取兩性平等權利艱困過程後，深受啟發，回台灣後即投入婦運。
1988年回臺後，於12月出任婦女新知基金會秘書長，透過寫文章及活動，喚醒更多人審查國小國中的教材偏頗，對女學生學習的不利。為想瞭解更多台灣婦女的問題，於1989年11月辭去秘書長一職，加入台北市婦女救援基金會董事，關懷雛妓問題，並出任主婦聯盟理事，關懷環保和孩子的教育。並曾在一段短的時期裡擔任晚晴協會理事長，為離婚婦女的諮商系統做奠基工作。
為落實婦運得以開花結果，她發覺自身所學不足以致用，於1993年9月至1994年8月，攜子赴紐約州立大學奧本尼（Albany）分校攻讀碩士學位 ，其研究主題為「婦女研究」。她以43歲之齡，於1年內修完30多學分，取得人文碩士學位。

### 投入政治
在婦女新知基金會擔任秘書長期間，將1989年訂為「婦女政治年」，舉辦許多相關活動，以提升女性對政治的參與，希望女性應進入公共領域參與公共的事務及決策，以免由別人決定自己命運造成權益遭不合理地對待。這也是彭婉如在返國後，考量透過婦女團體結合政黨力量，較能推動婦女權益及救援婦女的社會工作，於是加入民主進步黨。於1995年5月至1996年7月，擔任民進黨婦女發展委員會執行長，並在1996年7月，民進黨婦展會敗部復活，升格為婦女發展部，擔任第一位主任。
在民進黨公職提名變革上，彭婉如全力推動「婦女參政四分之一保障條款」，要求該黨包括區域、不分區等各類公職各選區提名中，女性名額至少應佔25%，希望藉此使更多女性參政，爭取兩性平權等權益。該條款於1996年12月1日，在民進黨臨時全國黨員代表大會上獲得通過。
1996年8月，赴漢城參加東亞婦女論壇，於會中當著各國婦女代表面前，質問中國代表「妳們倚言關心台灣婦女權益，但今年三月，中國導彈威脅台灣婦女生命安全時，妳們又在哪裡？妳們說了什麼？」一說。
1996年11月30日，深夜在高雄遇害。

## 彭婉如命案

### 失踪與遺體被發現
1996年11月30日，當時擔任民進黨婦女部主任的彭婉如搭飛機前往高雄，為即將進行表決的民進黨「婦女參政四分之一保障條款」徹夜奔走。彭在當天晚間於路邊招手、搭上計程車後，離開高雄市尖美大飯店，準備回到下榻的圓山飯店，卻就此失蹤，而當時目送她上計程車的國大代表唐碧娥，成為最後一個目擊者。隔日，由於民進黨全代會開始半小時後，彭婉如仍未出現，因此黨員迅速聯絡黨部並報案。
12月3日下午，警方在高雄縣鳥松鄉（今高雄市鳥松區）工廠旁的廢棄空地發現彭婉如的遺體。彭婉如全身身中35刀，多集中在後背部，而且傷口深入胸腔，甚至還把右眼眼球挖掉，全裸棄屍。傷口幾乎全部都集中在背部左右肩胛骨，且刀傷的斜度幾乎一致，加上彭婉如手上有掙扎的痕跡，代表曾經有抵抗，因此懷疑被棄屍地點應該是第二現場，而凶器應該是水果刀及不明鈍器。1996年12月4日，專案小組在芭樂園採集，發現除了有檳榔渣、菸蒂外，還有不完整血掌紋，和部分不完整的指紋，另外在東港大橋下，發現彭婉如的遺物，包括名片和皮夾，但歹徒很狡猾的利用塑膠袋包住。以上跡證，經比對資料庫、役男服役的指紋建檔等，並沒有吻合者，因此懷疑兇手沒有當過兵也沒有計程車駕照。12月10日，專案小組清查案發周遭監視器，透過尖美飯店旁的金比利美容院門口監視器，發現一輛舊型「福特天王星」計程車，經過兩道玻璃折射，投射在飯店附近店家玻璃上，因此鎖定天王星計程車調查。同時透過鑑識專家李昌鈺，將畫面送到美國太空總署解析，希望能查出車牌號碼，但由於影像實在太模糊，只辨認出車牌第一個字「Y」，而「福特天王星」還有車牌「Y」，成了調查的最重要關鍵。由於當晚彭招手時附近並非公車站，警方研判彭應是搭乘計程車，並鑑定車款屬第二代福特天王星。
1997年3月20日，經過計程車型號還有車牌鎖定還原，終於拼湊出可能的車牌號碼。經查，該車是一輛贓車，在命案發生前1天被竊，而且3天後就被發現自撞高屏大橋，而疑似偷車賊則慘死在車中，遺體已被火化，而這輛贓車也很快被報廢，無法再進行比對。彭案自此成為懸案，當時對兇手的懸賞金高達新台幣2,200萬元，是台灣史上第三高。

### 對社會的影響
彭婉如命案引發社會的強烈震撼，婦女人身安全也成為社會大眾關注的焦點。
1996年12月21日，「全國婦女連線」立法院召開「1221女權火照夜路大遊行」行前記者會，宣示「女人要權力，不要暴力」，提出期限破案。宣告超過1萬5千名台灣留學生，透過網路連署，訂定11月30日為「台灣女權日」，以紀念彭婉如對促進台灣女權所做的努力。
同時在社會的壓力下，立法院於1996年12月31日三讀通過《性侵害犯罪防治法》及《道路交通管理處罰條例》修正案。《性侵害犯罪防治法》在1997年1月22日公佈實施；教育部也於1997年3月成立「兩性平等教育委員會」（今「性別平等教育委員會」），並且規定學校必須有兩性平權教育時數，此即《性別平等教育法》之法源。1996年12月20日，臺北市政府社會局於臺北市政府警察局信義分局一樓成立「婦女保護中心」，設置24小時婦女保護專線「婉如專線」，奠定24小時保護專線之工作模式。
1997年5月1日，彭婉如基金會成立，優先從事與婦女人身安全議題相關的活動。

### 重露曙光
民国88年（1999年）9月15日，台北縣石碇鄉一處產業道路，一名程姓計程車司機接排氣管廢氣，自殺死在計程車上，還留下遺書表示涉及彭婉如命案，對不起彭婉如還有社會大眾，不過經過指紋還有掌紋調查不符合，因此警方不排除可能是共犯。
2015年11月11日，警方比對DNA，發現極有可能是一名計程車司機犯案，這名司機已經因為別起性侵案入獄，警方將他借提出來，比對DNA，疑似就是他殺害彭婉如。不過臺灣高雄地方法院檢察署表示，沒有接到任何單位通報，案件仍持續偵辦中。
此案追訴期已於2016年11月30日屆滿，但專案人員強調小組仍不會放棄追查。 
2019年5月，立法院三讀通過刑法第80條修正案，將有死亡結果發生之重罪追訴期限制取消，有受害者的既遂殺人懸案就此不再受30年追訴權之限制。

## 外部連結
- 悼念彭婉如 成立女權日 （页面存档备份，存于）
- 彭婉如文教基金會 （页面存档备份，存于）（繁體中文）
- 右眼遭挖、身中35刀慘死！彭婉如命案19年難破原因是.. （页面存档备份，存于）
- 新聞懶人包：暗殺、槍擊、綁架，危及生命的黑暗政治事件
- 台灣女權與彭婉如事件 （页面存档备份，存于）